# Kuningambiet
Het Kuningambiet ook wel Fingerslipgambiet genoemd, is in de opening van een schaakpartij een variant in de Franse opening met de beginzetten: 1.e4 e6 2.d4 d5 3.Pc3 Lb4 4.Ld2 de 4.Dg4 Dd4 Eco-code C 15.